# Горњи Десинец
Горњи Десинец је насељено место у саставу града Јастребарског у Загребачкој жупанији, Хрватска. До територијалне реорганизације у Хрватској налазио се у саставу бивше велике општине Јастребарско.

## Становништво
На попису становништва 2011. године, Горњи Десинец је имао 651 становника.

## Попис1991.
На попису становништва 1991. године, насељено место Горњи Десинец је имало 516 становника, следећег националног састава:
| Попис 1991.‍ | Попис 1991.‍ | Попис 1991.‍ | Попис 1991.‍ | Попис 1991.‍ |
| ----------- | ----------- | ----------- | ----------- | ----------- |
|             |             |             |             |             |
| Хрвати      | Хрвати      |             | 510         | 98,83%      |
| Југословени | Југословени |             | 4           | 0,77%       |
| Мађари      | Мађари      |             | 1           | 0,19%       |
| непознато   | непознато   |             | 1           | 0,19%       |
| укупно: 516 |             |             |             |             |